# Hörden am Harz

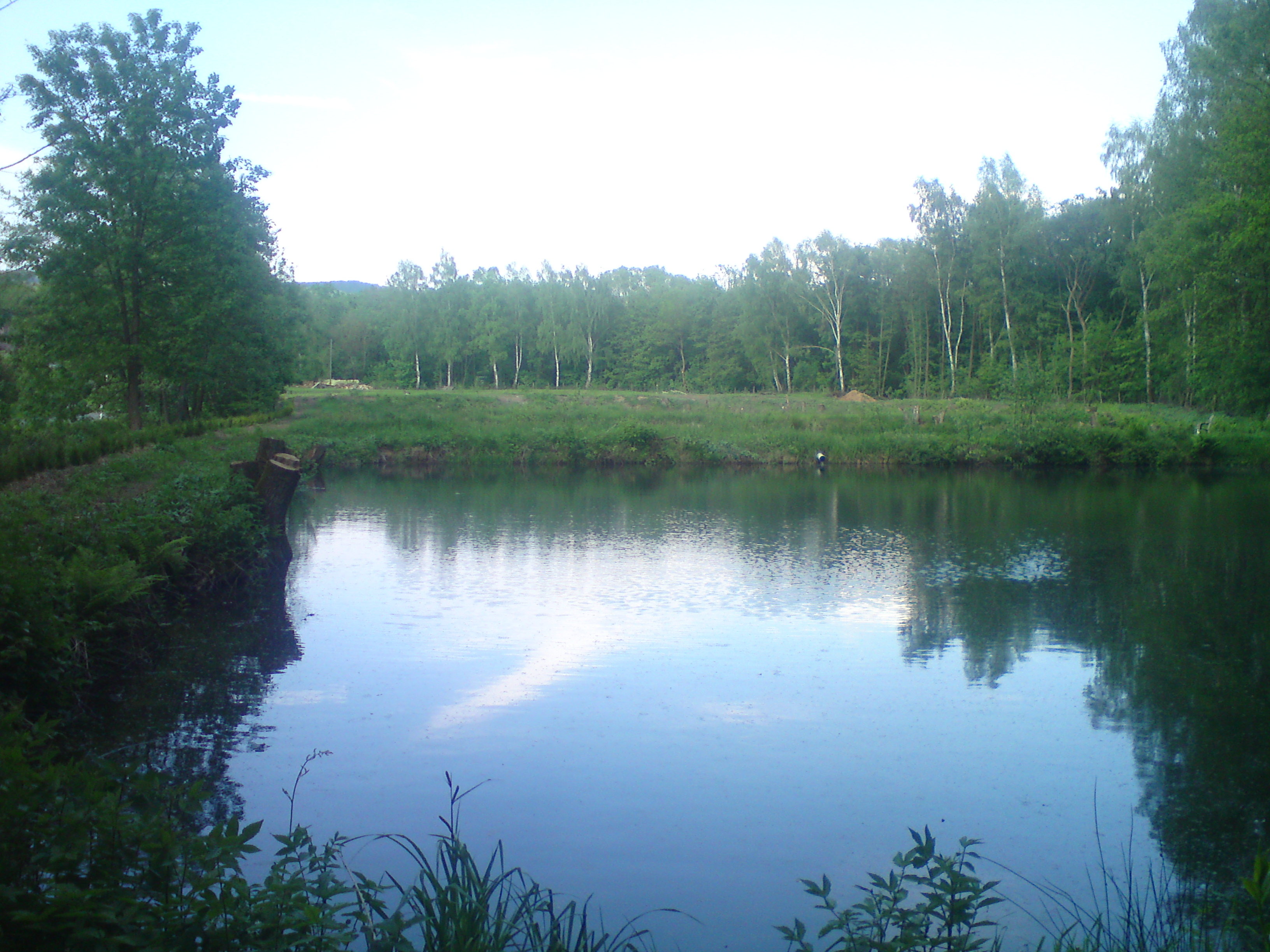
Fischteiche bei Aschenhütte

Hörden am Harz – am Harz gelegen – ist eine Gemeinde im Landkreis Göttingen in Niedersachsen. Sie gehört der Samtgemeinde Hattorf am Harz an, die ihren Verwaltungssitz in der Gemeinde Hattorf am Harz hat. Bis zum 30. August 2003 hieß die Gemeinde Hörden.

## Geografische Lage
Hörden liegt jeweils unmittelbar südwestlich des Oberharzes und Naturparks Harz am Oder-Zufluss Sieber.

## Geschichte
Das früheste Schriftzeugnis der Siedlung ist von 1367 und erzählt von einem „Hinrike van Hornde“. Die Etymologie des Namens bleibt spekulativ. Ein altsächsisches*Hor-ithi wäre gut vorstellbar, was sich mit morastiger Grund übersetzen lässt.
Hörden wurde 1972 Teil der Samtgemeinde Hattorf am Harz.
Seit dem Zusammenschluss der Landkreise Osterode am Harz und Göttingen am 1. November 2016 gehört Hörden am Harz zum Landkreis Göttingen.

### Ausgliederungen
Am 1. Juli 1972 wurde mit dem Wohnplatz Düna ein Gebiet mit damals etwas mehr als 100 Einwohnern an die damalige Kreisstadt Osterode am Harz abgetreten.

### Einwohnerentwicklung
| 1975                        | 1024 | 2011 | 1060 | Hier fehlt eine Grafik, die leider im Moment aus technischen Gründen nicht angezeigt werden kann. Wir arbeiten daran! |
| 1980                        | 1063 | 2012 | 1050 | Hier fehlt eine Grafik, die leider im Moment aus technischen Gründen nicht angezeigt werden kann. Wir arbeiten daran! |
| 1985                        | 1053 | 2013 | 1024 | Hier fehlt eine Grafik, die leider im Moment aus technischen Gründen nicht angezeigt werden kann. Wir arbeiten daran! |
| 1990                        | 1085 | 2014 | 1009 | Hier fehlt eine Grafik, die leider im Moment aus technischen Gründen nicht angezeigt werden kann. Wir arbeiten daran! |
| 1995                        | 1118 | 2015 | 993  | Hier fehlt eine Grafik, die leider im Moment aus technischen Gründen nicht angezeigt werden kann. Wir arbeiten daran! |
| 2000                        | 1150 | 2016 | 985  | Hier fehlt eine Grafik, die leider im Moment aus technischen Gründen nicht angezeigt werden kann. Wir arbeiten daran! |
| 2005                        | 1151 | 2017 | 981  | Hier fehlt eine Grafik, die leider im Moment aus technischen Gründen nicht angezeigt werden kann. Wir arbeiten daran! |
| 2010                        | 1108 |      |      | Hier fehlt eine Grafik, die leider im Moment aus technischen Gründen nicht angezeigt werden kann. Wir arbeiten daran! |
| Quelle: Jahre 1975 bis 2016 |      |      |      | Hier fehlt eine Grafik, die leider im Moment aus technischen Gründen nicht angezeigt werden kann. Wir arbeiten daran! |

## Politik

### Gemeinderat
Der Gemeinderat aus Hörden am Harz setzt sich aus neun Ratsfrauen und Ratsherren zusammen.
- CDU: 5 Sitze (±0)
- SPD: 4 Sitze (±0)

(Stand: Kommunalwahl am 12. September 2021)

### Bürgermeister
Im November 2021 wählte der Rat Stefan Henkel (CDU) zum neuen Bürgermeister.

### Wappen, Flagge und Banner
| Banner, Wappen und Hissflagge |  |
|                               |  |
|                               |  |

Blasonierung: „In Blau ein goldener (gelber) Kesselhaken, der den goldenen (gelben) Schildfuß berührt.“
Der Oberkreisdirektor des damaligen Landkreises Osterode am Harz erteilte der Gemeinde Hörden mit Verfügung vom 15. Mai 1979 die Genehmigung, ein Wappen, ein Siegel sowie eine Flagge zu führen.
Bedeutung: Der goldene Boden und der Kesselhaken symbolisieren die ländliche Lebensweise; der Kesselhaken ist ein häufig vorkommendes heraldisches Symbol für eine Heimstätte. Der Kesselhaken diente dazu, Kessel und Töpfe über das offene Herdfeuer zu hängen.
Beschreibung der Flagge: „Die Flagge ist gelb-blau quergestreift mit aufgelegtem zur Stange hin verschobenen Wappen, bis zur Teilungslinie auf dem gelben Streifen, der untere Teil auf dem blauen Streifen.“
Beschreibung des Banners: „Das Banner ist gelb-blau längsgestreift mit aufgelegtem Wappen oberhalb der Mitte.“

### Gemeindepartnerschaften
Es besteht eine Partnerschaft zum Gaggenauer Stadtteil Hörden im Schwarzwald.

## Kultur
In Hörden gibt es einen Carnevals Club, den HCC. Dieser veranstaltet die jährlichen Karnevalsveranstaltungen.

## Sport
In Hörden gibt es den Sportverein SV Rot Weiß Hörden und den Turnverein TV Hörden. Außerdem gibt es noch den Radsportverein „Adler“ Hörden.
In Hörden am Harz wird seit dem Jahr 2012 jährlich der Harzer Keiler Run ausgerichtet.

## Verkehrsanbindung
Es befindet sich nahe der autobahnähnlichen Bundesstraße 243, genannt Westharzschnellstraße, welche von der Bundesautobahn 7 bei Seesen zur Bundesautobahn 38 bei Nordhausen führt. Über Herzberg oder Hattorf erreicht man außerdem schnell die Bundesstraße 27, die von der Bundesautobahn 7 bei Göttingen zur autobahnähnlichen Bundesstraße 6 (Nordharzautobahn) bei Blankenburg führt.
Die nächstgelegenen Eisenbahnzugangstellen sind der Haltepunkt Herzberg Schloß an der Westharzstrecke, der Bahnhof Herzberg (Harz) an West- und Südharzstrecke sowie der Haltepunkt Hattorf an der Südharzstrecke.